# Catajapyx ewingi
Catajapyx ewingi är en urinsektsart som beskrevs av Fox 1941. Catajapyx ewingi ingår i släktet Catajapyx och familjen Japygidae. Inga underarter finns listade i Catalogue of Life.